# Sportsløbehjul
Sportsløbehjul er en idrætsgren som internationalt styres af International Kicksled and Scooter Association (IKSA) og i Danmark af Danmarks Sportsløbehjul Union. I Danmark findes fem sportsløbehjul klubber.